# Erik van Vreumingen
Erik van Vreumingen (Den Haag, 15 juni 1978) is een Nederlandse kogelstoter en discuswerper uit Den Haag. Vanwege zijn imposante verschijning van 1,93 m bij een lichaamsgewicht van 120 kilo heeft de goedlachse kolos meerdere bijnamen zoals: Het Lichaam en de Schrik van Den Haag.

## Biografie

### Besten Aller Tijden
Van Vreumingen heeft een persoonlijk record bij het kogelstoten van 19,77 m uit 2012 (18,87 indoor 2012). Hiermee staat hij op de respectievelijk derde en vierde in de aller tijden ranglijst van de Nederlandse atletiek (peildatum mei 2012). Outdoor stooten alleen Rutger Smith (21,62) en Erik de Bruin (20,95m) verder. Indoor staan alleen Rutger Smith (20,79), Erik de Bruin (20,60) en Erik Cadée (18,99) hoger. Bij het discuswerpen heeft hij een persoonlijk record van 56,81 m.

### Jeugd
In 1997 nam de atleet van Haag Atletiek als discuswerper deel aan de Europese jeugdkampioenschappen in Sloveense Ljubljana en werd daar negende met 49,90.

### Senioren
Zijn eerste grote successen behaalde Van Vreumingen in 2001, toen hij Nederlands kampioen werd bij het kogelstoten met een afstand van 18,60. Dat jaar nam hij ook deel aan de universiade in Peking.
Van Vreumingen wordt getraind door de bondscoach Gert Damkat. Zijn vorige trainer was Britse ex-kogelstoter Shaun Pickering, die deelnam aan de Olympische Spelen van Atlanta in 1996.
In 2003 verbeterde hij zijn PR in San Diego naar 18,95. Aan het eind van het seizoen raakte Van Vreumingen ernstig geblesseerd aan zijn pols en pas eind 2006 kon hij weer de pols belasten bij kogelstoottrainingen.
Het indoorseizoen 2007 was succesvol met een tweede plaats tijdens de Nederlandse indoorkampioenschappen in Gent. Op de Nederlandse outdoorkampioenschappen in 2007 pakte Van Vreumingen wederom een zilveren medaille met een afstand van 18,75.
In 2008 werd hij op de NK indoor vierde. Wel deed Van Vreumingen in maart mee met de European Winter Throwing Challenge in Slovenië, waar hij ondanks griep bijna 18 meter stootte. Later in het outdoorseizoen kwam hij tot zijn PR, 19,04.
Na het seizoen 2007/2008 ging Van Vreumingen het rustiger aan doen in verband met de geboorte van zijn dochter, het afronden van de studie Financial Controller en zijn werk. Desondanks vond hij toch nog wel regelmatig de tijd om te trainen en behaalde hij een derde plaats op de NK indoor en veroverde hij zijn tweede Nederlandse titel op de NK outdoor.
Bij de NK indoor van 2010 behaalde Van Vreumingen zijn derde Nederlandse titel, outdoor kon hij dit niet herhalen door gebrek aan tijd en begeleiding en werd op de NK outdoor van dat jaar slechts vierde.
In 2011 behaalde Van Vreumingen een derde plek op de NK indoor, om vervolgens outdoor op de NK outdoor 2011 zijn vierde Nederlandse titel te grijpen met 18,39. Later in het seizoen komt hij nog tot 18,65, ondanks dat hij weinig tijd aan het trainen kan besteden.
In 2012 beleefde Van Vreumingen zijn beste jaar. Door te gaan trainen bij bondscoach Gert Damkat op Papendal wist hij zijn records aan te scherpen naar 19,77m outdoor en 18,87m indoor. Hiermee miste hij maar net de limiet voor de EK (19,99m) en de Olympische Spelen (20,50m). 
In de winter 2012/2013 kon hij niet goed doortrainen door gezondheidsproblemen, maar wist toch nog in dit jaar de Nederlandse indoor en outdoortitel te veroveren. Eind 2013 raakte Van Vreumingen geblesseerd aan zijn schouder en wederom zijn pols. Eind 2014 is hij aan beide blessures geopereerd.
Momenteel werkt de op de Randstad Topsport Academie afgestudeerde commercieel econoom bij Deloitte en is hij tevens afgestudeerd Financial Controller.

## Kampioenschappen

### Internationale kampioenschappen
| Onderdeel   | Titel                     | Jaar |
| ----------- | ------------------------- | ---- |
| kogelstoten | Engels AAA-indoorkampioen | 2002 |

## Nederlandse kampioenschappen
Outdoor
| Onderdeel   | Jaar                         |
| ----------- | ---------------------------- |
| kogelstoten | 2001, 2009, 2011, 2012, 2013 |

Indoor
| Onderdeel   | Jaar       |
| ----------- | ---------- |
| kogelstoten | 2010, 2013 |

## Persoonlijke records

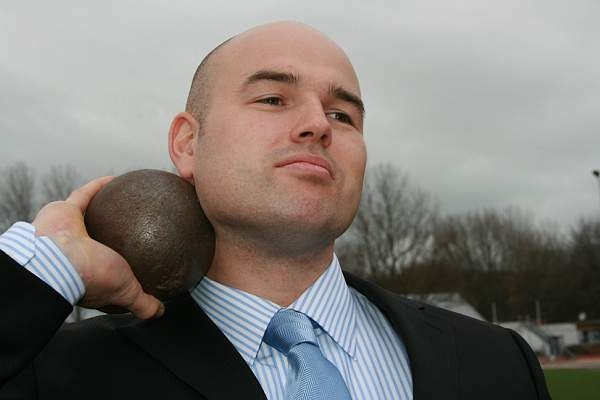

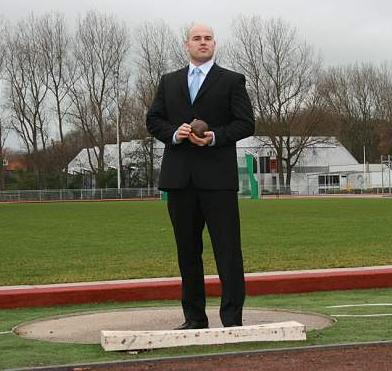

| Onderdeel             | Prestatie | Datum            | Plaats    |
| --------------------- | --------- | ---------------- | --------- |
| kogelstoten (indoor)  | 18,87 m   | 25 februari 2012 | Apeldoorn |
| kogelstoten (outdoor) | 19,77 m   | 9 juni 2012      | Leiden    |
| discuswerpen          | 56,81 m   | 26 april 2003    | San Diego |

## Palmares

### kogelstoten
- 2000:  NK indoor - 16,13 m
- 2000:  NK - 16,78 m
- 2001:  NK indoor - 17,65 m
- 2001:  Engelse AAA-kamp. - 17,23 m
- 2001:  NK - 18,60 m
- 2002:  NK indoor - 16,42 m
- 2002:  NK - 17,91 m
- 2002:  Engelse AAA-kamp. - 17,38 m
- 2003:  NK indoor - 17,86 m
- 2003:  NK - 18,28 m
- 2003:  Engelse AAA-kamp. - 17,32 m
- 2007:  NK indoor - 18,86 m
- 2007:  NK - 18,75 m
- 2008:  NK indoor - 18,69 m
- 2009:  NK indoor - 17,51 m
- 2009:  NK - 17,83 m
- 2010:  NK indoor - 18,36 m
- 2010: 4e NK - 17,52 m
- 2011:  NK indoor – 17,69 m
- 2011:  Gouden Spike - 17,46 m
- 2011:  NK - 18,39 m
- 2012:  NK indoor - 18,87 m
- 2012:  Ter Specke Bokaal te Lisse - 18,71 m
- 2012:  Gouden Spike - 19,77 m
- 2012:  NK - 19,35 m
- 2013:  NK indoor - 18,40 m
- 2013:  NK - 18,85 m

### discuswerpen
- 1997: 9e EJK - 49,90 m
- 2004:  NK - 53,84 m